# Miasta w Palestynie
Według danych oficjalnych pochodzących z 2011 roku Autonomia Palestyńska posiadała ponad 30 miast o ludności przekraczającej 10 tys. mieszkańców. Stolica kraju Ramallah plasuje się dopiero w drugiej dziesiątce największych miast kraju; Gaza jako jedyne miasto liczyło ponad 500 tys. mieszkańców; 6 miast z ludnością 100÷500 tys.; 6 miast z ludnością 50÷100 tys.; 10 miast z ludnością 25÷50 tys. oraz reszta miast poniżej 25 tys. mieszkańców.

## Największe miasta w Palestynie
Największe miasta w Palestynie według liczebności mieszkańców (stan na 01.07.2011):
| L.p. | Miasto                    | Muhafaza      | Liczba ludności |
| ---- | ------------------------- | ------------- | --------------- |
| 1.   | Gaza (غزة)                | Gaza          | 537 900         |
| 2.   | Jerozolima (القدس)        | Jerozolima    | 241 800         |
| 3.   | Chan Junus (هانيونس)      | Chan Junus    | 200 400         |
| 4.   | Dżabalija (جبلية)         | Gaza Północna | 188 800         |
| 5.   | Hebron (الخليل)           | Hebron        | 183 300         |
| 6.   | Rafah (رفح)               | Rafah         | 176 400         |
| 7.   | Nablus (نابلس)            | Nablus        | 136 800         |
| 8.   | Bajt Lahija (بيت لاهيا)   | Gaza Północna | 73 800          |
| 9.   | Dajr al-Balah (دير البلح) | Dajr al-Balah | 68 300          |
| 10.  | Tulkarm (طولكرم)          | Tulkarm       | 66 200          |

## Alfabetyczna lista miast w Palestynie
(w nawiasie nazwa oryginalna w języku arabskim)
- Abasan al-Kabira (عبسان الكبيرة)
- Abu Dis (أبو ديس)
- Al-Ajzarijja (العيزرية)
- Al-Bira (البيرة)
- Al-Jamun (اليامون)
- Al-Karara (القرارة)
- Ar-Ram (الرام)
- Arraba (عرّابة)
- As-Samu (السموع)
- Az-Zahirija (الظاهرية)
- Az-Zawajda (الزوايده)
- Bajt Dżala (بيت جالا)
- Bani Naim (بني نعيم)
- Bani Suhajla (بني سهيلا)
- Bajt Hanun (بيت حانون)
- Bajt Ummar (بيت اُمّر)
- Bajt Lahija (بيت لاهيا)
- Bajt Sahur (بيت ساحور)
- Bajtunja (بيتونيا)
- Betlejem (بيت لحم)
- Chan Junus (هانيونس)
- Dajr al-Balah (دير البلح)
- Dżabalija (جبلية)
- Dżanin (جنين)
- Dura (دورا)
- Gaza (غزة)
- Halhul (حلحول)
- Hebron (الخليل)
- Izna (اذنا)
- Jabad (يعبد)
- Jatta (يطا)
- Jerozolima (Al-Kuds) (القدس)
- Jerycho (اريحا)
- Kabatija (قباطية)
- Kalkilja (قلقيلية)
- Nablus (نابلس)
- Rafah (رفح)
- Ramallah (رام الله)
- Salfit (سلفيت)
- Sa’ir (سعير)
- Tarkumija (ترقوميا)
- Tubas (طوباس)
- Tulkarm (طولكرم)